# Idioma sumeri
El sumeri es una de las dos lenguas papúes llamadas Tanah Merah (la otra lengua llamada así es una lengua vecina no relacionada). El sumeri se clasifica usualmente como una rama independiente de las lenguas trans-neoguineanas en la clasificación de Malcolm Ross (2005). Se habla en la península de Bomberai, por quizás un millar de personas.